# Договор за асоцииране на Турция и ЕИО
Договорът за асоцииране на Турция и ЕИО, официално Договор за създаване на асоциация между Република Турция и Европейската икономическа общност (на турски: Türkiye Cumhuriyeti ile Avrupa Ekonomik Topluluğu Arasında Bir Ortaklık Oluşturma Anlaşması; на английски: Agreement Creating an Association between the Republic of Turkey and the European Economic Community) е международен договор от 1963 г.
Сключен е на 12 септември 1963 година в Анкара, поради което е наричан също Договор от Анкара. В него се договаря процес от 3 етапа за създаване на митнически съюз между ЕИО и Турция.
Има за цел задълбочаване на интеграцията между Турция и Европейската икономическа общност (ЕИО) - основния предшественик на Европейския съюз, в сферата на политиката, търговията, културата и укрепване на сигурността.
Турция подава заявление за асоциирано членство в Европейската икономическа общност през юли 1959 година, веднага след образуването на ЕИО през 1958 година.
През 1970 година Турция и ЕИО подписват допълнителен протокол към договора.